# ꬵ
Cette page contient des caractères spéciaux ou non latins. S’ils s’affichent mal (▯, ?, etc.), consultez la page d’aide Unicode.
ꬵ (uniquement en minuscule), appelé f doux, est une lettre additionnelle de l’alphabet latin qui est utilisée dans la transcription phonétique de dialectologie allemande. Elle n’est pas à confondre avec la lettre f ‹ F f ›.

## Représentations informatiques
Le f doux à droite peut être représenté avec les caractères Unicode (Latin étendu E) suivants :
| formes    | représentations | chaînes de caractères | points de code | descriptions                   |
| --------- | --------------- | --------------------- | -------------- | ------------------------------ |
| minuscule | ꬵ               | ꬵ                     | U+AB35         | lettre minuscule latine f doux |